# Орден Подвійного білого хреста
Орден Подвійного білого хреста (словац. Rad Bieleho dvojkríža) — найвищий орден Словаччини.
Орден започатковано Законом від 2 лютого 1994 року № 37/1994.

## Підстави для нагородження
Орденом нагороджуються громадяни інших держав за видатні заслуги з всебічного розвитку відносин між державами, розширення прав і можливостей Словацької Республіки в міжнародних відносинах і заслуги у розповсюдженні доброго імені Словаччини за кордоном.

## Класи ордену
Орден має цивільну та воєнну категорії, що поділяються на три класи. Вищий — 1 клас.
- Орден Подвійного білого хреста 1 класу.

Знак ордену носиться на орденській плечовій стрічці. Зірка ордену носиться на грудях.
- Орден Подвійного білого хреста 2 класу

Знак ордену носиться на шийній стрічці. Зірка носиться на грудях.
- Орден Подвійного білого хреста 3 класу

Знак ордену носиться на шийній стрічці.